# Sawotratap
Sawotratap is een bestuurslaag in het regentschap Sidoarjo van de provincie Oost-Java, Indonesië. Sawotratap telt 16.965 inwoners (volkstelling 2010).